# Свободное (Правдинский район)
Свободное — поселок в Правдинском районе Калининградской области.

## География
Находится в южной части Калининградской области на расстоянии приблизительно 7 км на юго-запад по прямой от административного центра района города Правдинск.

## История
Населенный пункт назывался ранее  Вольмен Вест (до 1947 года). В составе Правдинского района с 2006 по 2015 год входил в Домновское сельское поселение.

## Население
Численность населения: 16 человек (русские 56 %, белорусы 44 %) в 2002 году, 17 в 2010.